# تپه براونه
تپه براونه (نام محلی: بروانا Barvana) مربوط به دوره اشکانیان - دوره ساسانیان - دوران‌های تاریخی پس از اسلام است و در شهرستان میانه، بخش ترکمن چای، روستای صومعه علیا واقع شده و این اثر در تاریخ ۲۴ تیر ۱۳۸۲ با شمارهٔ ثبت ۹۱۸۱ به‌عنوان یکی از آثار ملی ایران به ثبت رسیده است.

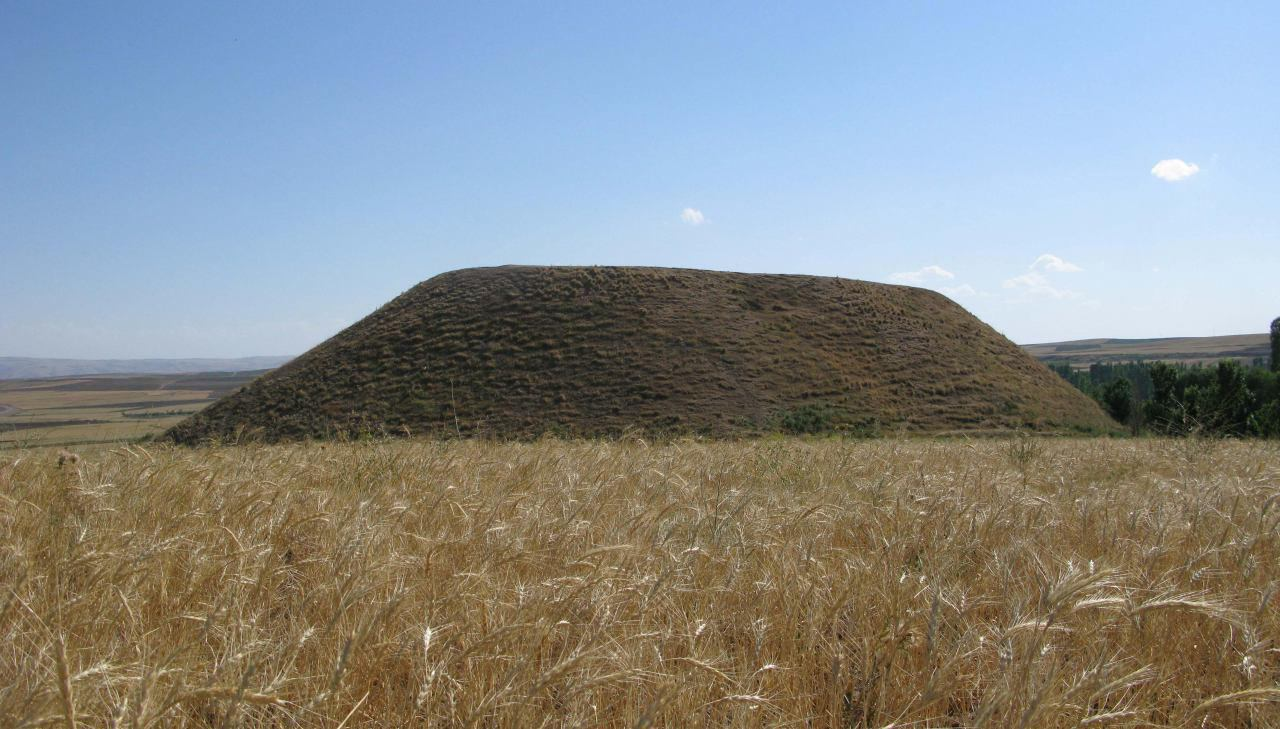

تکه سفال ها و سنگ نوشته های قدیمی در اطراف این تپه ها نشان گر قدمت هزاران ساله آن ها می باشد. تپه و شهر باستانی باروانان دارای وسعتی بیش از دو هزار هکتار و پوشیده از بقایای تمدنی عظیم می باشد.از مهم ترین تحقیقات سال های اخیر می توان به تحقیق سترگ دانشمند روسی، دیاکونوف اشاره نمود که مبتنی بر اسناد و یافته های مکتوب آشوری و بین النهرینی می باشد. در سال های 800 قبل از میلاد، در حوزه جنوبی دریاچه ارومیه تمدن ماننا شکل می گیرد که با تمدن های آشور در شمال بین النهرین و اورارتو در شمال دریاچه ارومیه در جدال بود. آشوریان در این سال ها در اوج قدرت خود بوده و برای چپاول ثروت های ماننا مخصوصاً غله و اسب در لشگر کشی های طولانی به ثبت وقایع و نام مکان های غارت  شده پرداخته اند که منابع بسیار ارزشمندی برای تحقیق در تاریخ ماننا و ماد می باشد. ذکر نام کشور باروتا در منابع اورارتویی تردید ما را برای معادل دانستن بیت باروای آشوری با باروانان فعلی برطرف می کند. در متون تاریخی قرن سوم هجری دوره اسلامی طبق نوشته استخری در کتاب ممالک والمسالک، بروانان از شهرهای مهم آذربایجان یاد شده است. مسعودی دیگر مورخ اسلامی از شهر شیز و آتشکده آذرگشسب در بین زنجان و مراغه یاد کرده و می گوید که آتشکده آذرگشسب بالای تپه ای بوده و بر بالای تپه حوض آبی قرار داشته که هم از لحاظ جغرافیایی  و هم از لحاظ معماری دقیقاً منطبق بر آثار به جای مانده شهر عظیم باروانان و هرم باستانی باروانان می باشد. آب استخر با لوله های سفالی از روستای دستجرد به بالای تپه باروانان منتقل می شده که می توان با کاوش های باستان شناسی بیشتر، به صنعت و پیشرفت آن عصر دست یافت.